# 6205 Menottigalli
6205 Menottigalli eller 1983 OD är en asteroid i huvudbältet som upptäcktes den 17 juli 1983 av den amerikanske astronomen Edward L.G. Bowell vid Anderson Mesa Station. Den är uppkallad efter den italienska fysikern Menotti Galli.
Asteroiden har en diameter på ungefär 8 kilometer.